# Makoto Kobayashi
Makoto Kobayashi (小林誠 Kobayashi Makoto?, Nagoya, 7 de abril de 1944) es un físico japonés conocido por su trabajo en el campo de la violación CP. Su artículo Violación CP en la teoría renormalizada de la interacción débil (1973) escrito junto a Toshihide Maskawa está entre los tres documentos de energía física más citados.
Como resultado de este trabajo, se diseñó la matriz de Cabibbo-Kobayashi-Maskawa, que define los parámetros de mezcla entre quarks.
Junto a Toshihide Maskawa y a Yoichiro Nambu recibió el Premio Nobel de Física 2008, por «el descubrimiento de los orígenes de la ruptura de simetría que predice al menos la existencia de tres familias de quarks en la naturaleza»
.